# Écriture de William Shakespeare

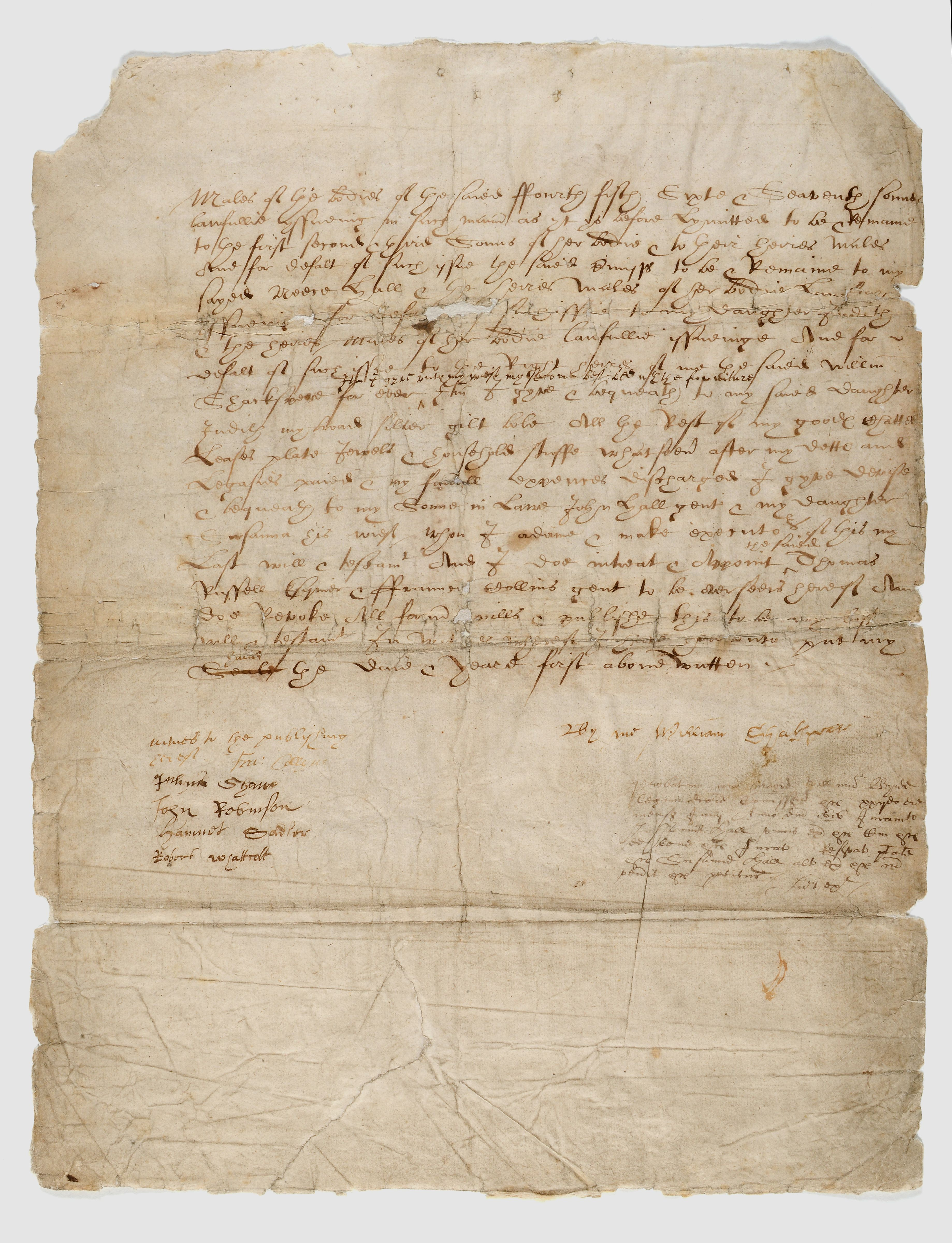
Testament de William Shakespeare, écrit en écriture secrétaire. Seulement deux mots : « By me »" et la signature sont probablement de la main de Shakespeare.

L'écriture de William Shakespeare est connue par seulement six signatures, toutes apparaissant sur des documents juridiques. Toutefois, beaucoup de chercheurs pensent que trois pages manuscrites de la pièce de théâtre Sir Thomas More sont de sa main. Toutes ont été écrites avec un style d'écriture connu sous le nom d'écriture secrétaire, courant à l'époque de Shakespeare, mais qui commençait déjà à être remplacé par l'italique cursif (en).
L'étude de l'écriture de Shakespeare commence au XVIIIe siècle avec les pionniers Edmond Malone et George Steevens. À la fin du XIXe siècle, des paléographes font des recherches dans l'espoir d'identifier l'écriture de Shakespeare dans des documents.
Par ailleurs, l'analyse des textes publiés donne une preuve indirecte de ses excentricités d'écriture par les erreurs d'interprétation de ses imprimeurs. Durant la même période, comme avec les portraits de Shakespeare, des méprises ont eu lieu, quand il ne s'agissait pas de contrefaçons incontestables comme dans l'affaire des faux Shakespeare (en) de Ireland.

## Signatures authentifiées
Les six signatures reconnues indubitablement comme étant de la main de Shakespeare sont portées sur quatre actes juridiques :
- un témoignage dans l'action en justice Bellott contre Mountjoy (en), daté du 11 mars 1612 ;
- l'acte d'achat d'une maison à Blackfriars à Londres, daté du 10 mars 1613 ;
- l'hypothèque de la même maison, daté du 11 mars 1613 ;
- son testament, qui contient trois signatures, une sur chaque page, daté du 25 mars 1616.

Les signatures apparaissent comme suit :
- Willm Shakp
- William Shakspēr
- Wm Shakspē
- William Shakspere
- Willm Shakspere
- By me William Shakspeare.

Trois d'entre elles sont des versions abrégées du nom de famille, utilisant les conventions d'abréviation de l'époque.

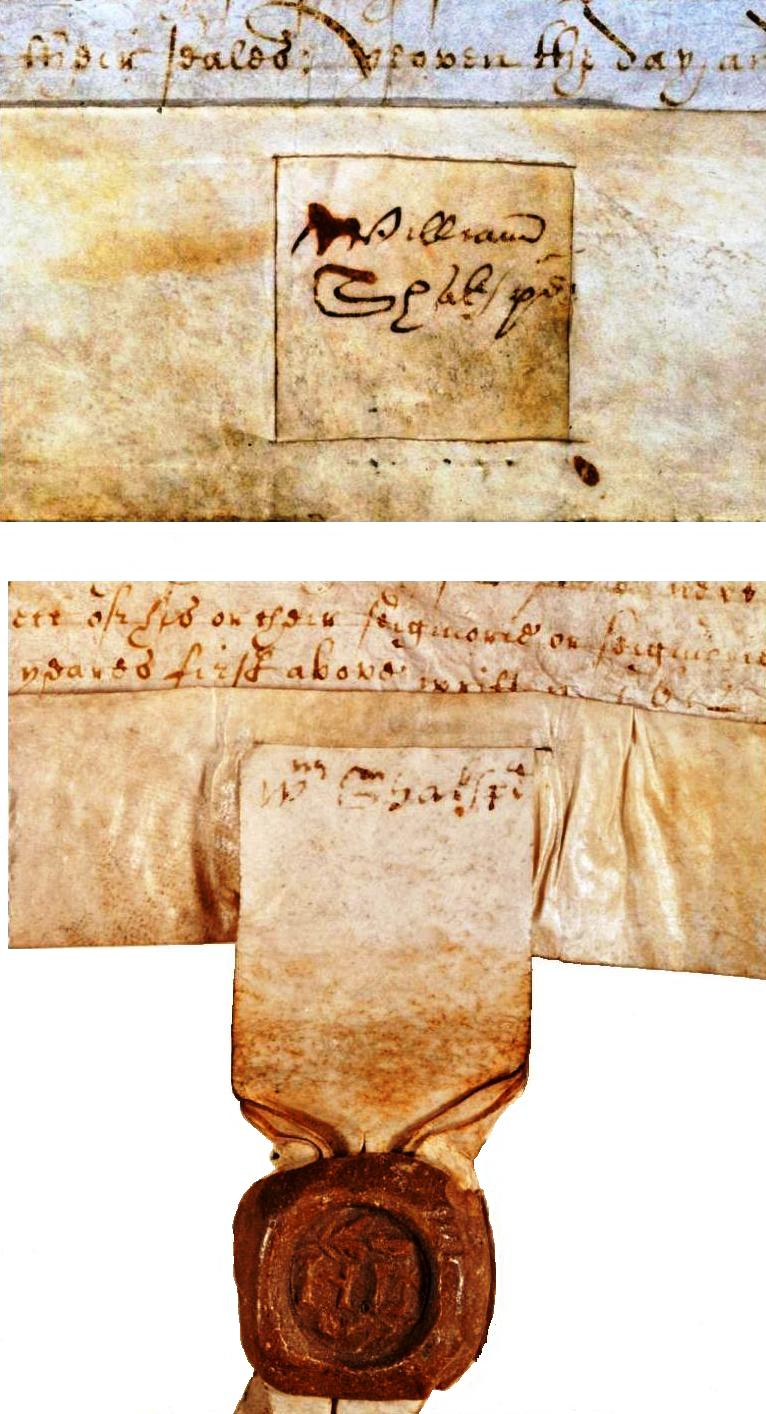
L'acte d'achat de la maison de Blackfriars.

Il s'agit d'une pratique courante. Par exemple, Edmund Spenser écrit parfois son nom en entier (orthographiant son prénom Edmund ou Edmond), mais utilise aussi des formes abrégées : Ed: speser ou Edm: speser.
La signature de l'acte de vente de Blackfriar peut avoir été abrégée, car l'espace pour apposer le paraphe était très restreint.
Les trois signatures du testament ont été reproduites pour la première fois par George Steevens au XVIIIe siècle qui les a recopiées à la main le plus fidèlement possible avant que ses dessins ne soient gravés. Les fac-similés ont été imprimés dans l'édition de 1778 des pièces de Shakespeare, éditées par Steevens et Samuel Johnson. La publication des signatures a provoqué une controverse au sujet de la bonne orthographe du nom de Shakespeare. Le paléographe Edward Maunde Thompson a critiqué les transcriptions de Steevens, arguant que ses dessins originaux étaient inexacts.
Les deux signatures relatives à la vente de la maison ont été identifiées en 1768 et achetées par David Garrick qui les a présentées au collègue de Steevens, Edmond Malone.
À la fin du XIXe siècle, les signatures ont été photographiées, puis ont été publiées par Sidney Lee
La dernière signature, sur le témoignage dans l'affaire Bellott contre Mountjoy, a été découverte en 1909 par Charles William Wallace. Elle a été publiée une première fois en mars 1910 dans Harper's Magazine, puis une nouvelle fois en octobre 1910 dans Nebraska University Studies.

## Signature controversée sur une traduction de Montaigne

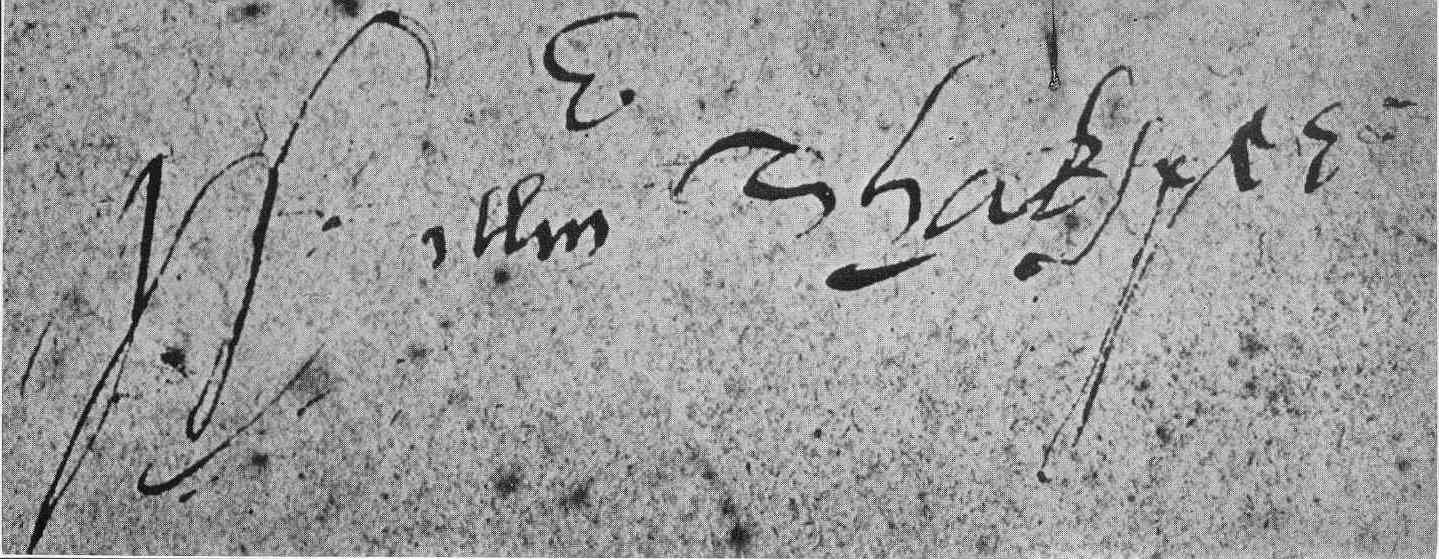
Signature sur la traduction de Montaigne par Florio.

Au début du XIXe siècle, une signature «  Willm. Shakspere » a été trouvée sur la page de garde d'un exemplaire de la traduction par John Florio des œuvres de Montaigne.
Elle est considérée comme authentique par le paléographe Frederic Madden qui a présenté ses arguments dans un article « Observations on an Autograph of Shakspere and the Orthography of his name », publié sous forme de brochure en 1838.
Toutefois, en 1906, John Louis Haney affirme qu'« elle est regardée comme un faux »,.

## Autre signature controversée trouvée dans une édition d'Ovide

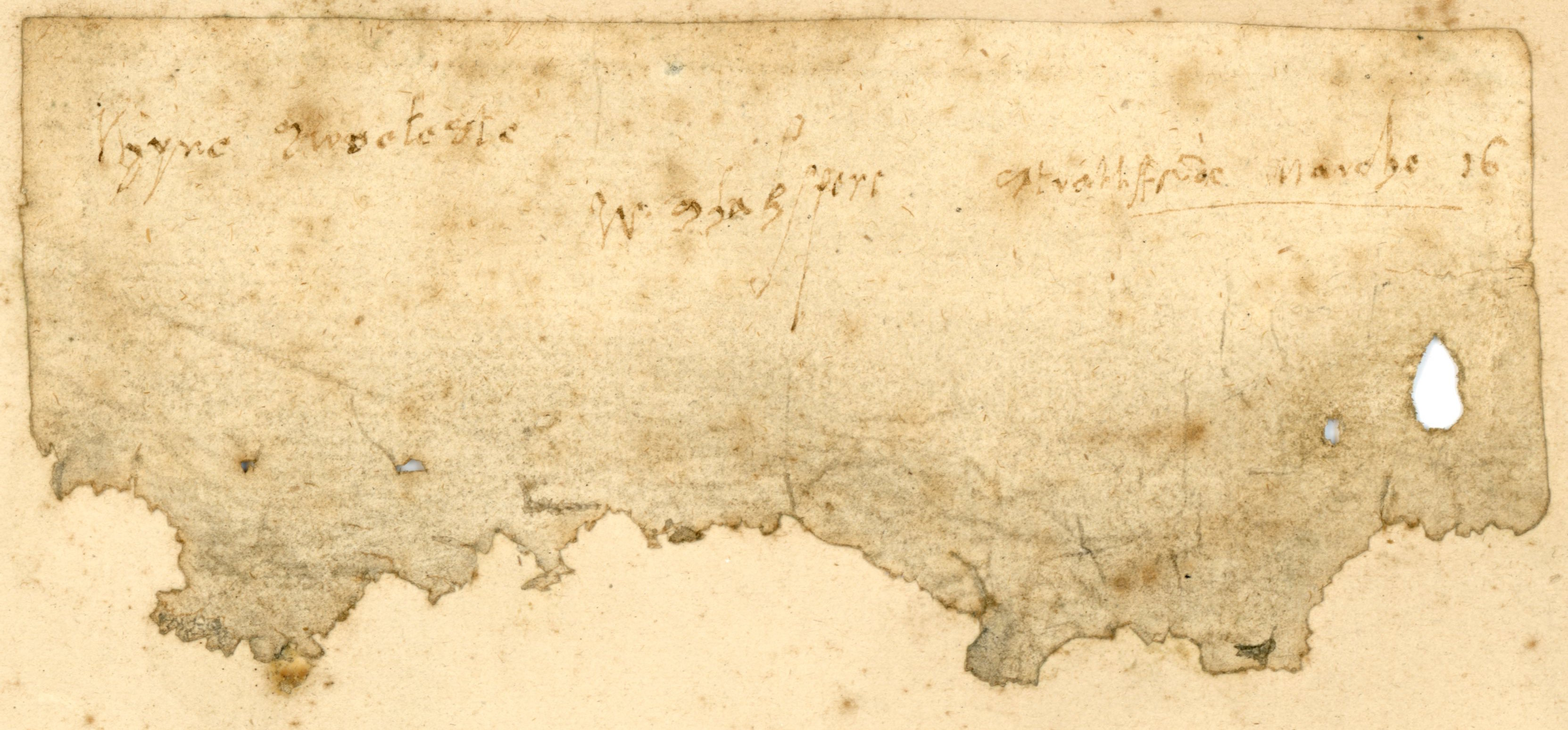
""thyne sweeteste, w. shakspere, stratfforde, marche 16" supposée Signature de Shakespeare exposée à Bury St. Edmund's en 1865.

Cet autographe a été trouvé dans une édition d’Ovide (Amsterdam, 1630) avec les autographes de Hugh Middleton et John Dryden, tous trois collés sur deux pages du livre. Le livre appartenait au révérend Herbert Hawkins, Recteur de Beyton et avait été acheté par son frère aîné en 1841, en raison de l’autographe de Dryden. Cet autographe fit l’objet d’une exposition à Bury St. Edmund's, en 1865, et d'un article publié dans la "East Anglian" en 1885 (volume IV p. 83).

## Signature probablement authentique sur l'Archaionomia

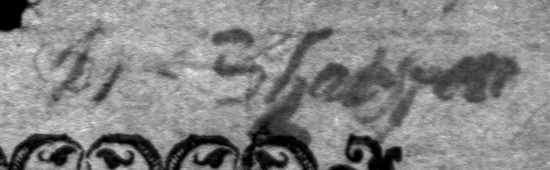
Signature découverte sur la page de titre du livre de Lambarde, Archaionomia.

À la fin des années 1930, une probable septième signature de Shakespeare a été trouvée à la Folger Library, dans un recueil de lois anglo-saxonnes de 1568, l'Archaionomia de William Lambarde. Bien que comportant des bavures, l'orthographe semble être « Shakspere ».
En 1942, Giles Dawson publie un rapport prudent concluant à l'authenticité de la signature. Trente ans plus tard, il confirme qu'il y a « une probabilité écrasante que l'auteur des sept signatures soit la même personne, William Shakespeare ». Un an plus tard, Nicholas Knight publie une étude aux mêmes conclusions.
Stanley Wells note que l'authenticité des deux signatures « Montaigne » et « Lambarde » est solide, mais n'a pas attiré une grande attention académique, ni aucun consensus écrasant.
En 2012, le professeur Gregory Heyworth de l'Université du Mississippi et ses étudiants ont utilisé un système d'imagerie numérique multispectrale pour améliorer la signature dans une première étape vers son authentification.

## Analyse de l'écriture

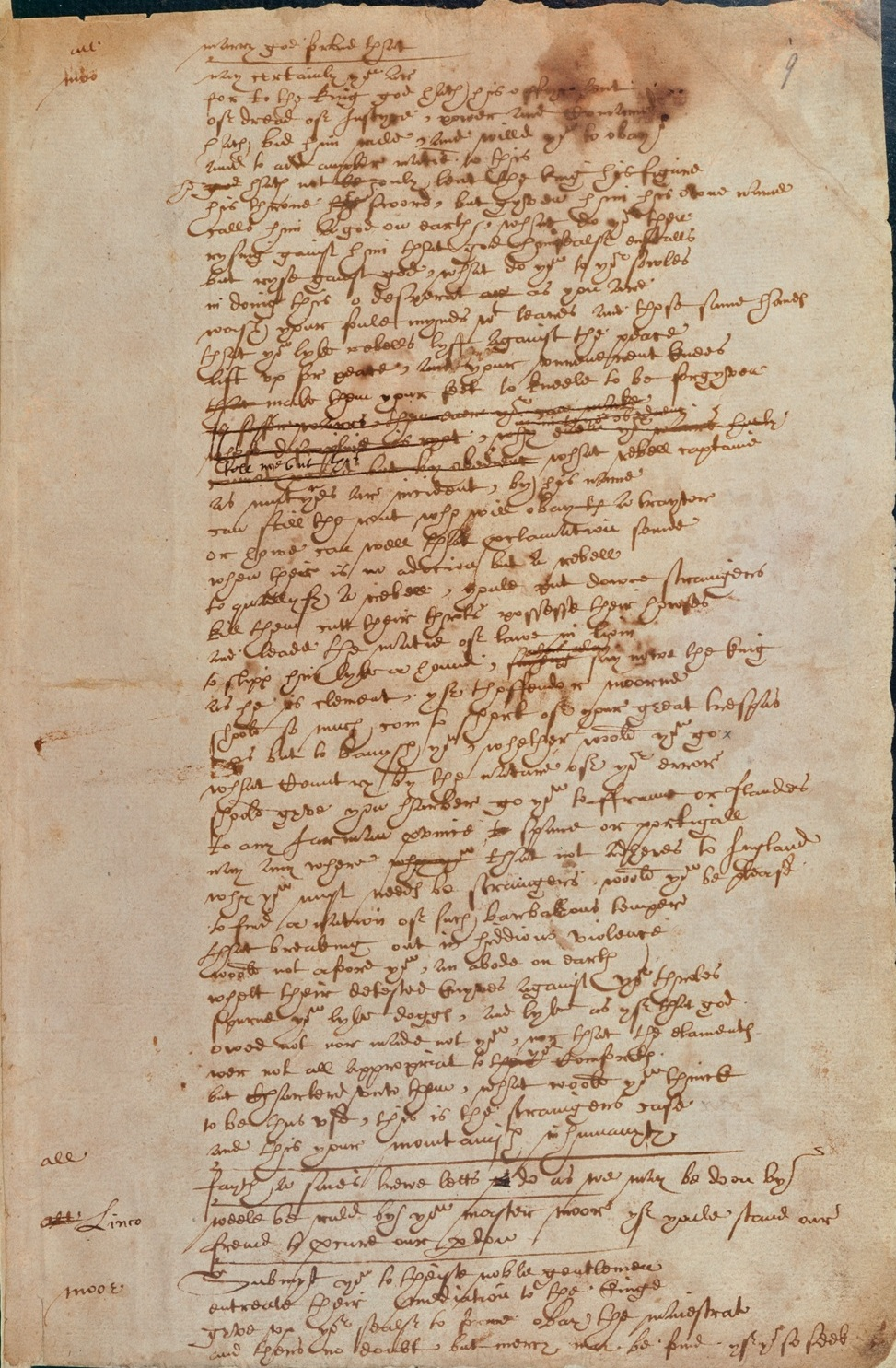
Fac-similé de la pièce Sir Thomas More, écrite par « Hand D », considéré par certains spécialistes comme l'écriture de William Shakespeare.

Les premières études détaillées de l'écriture de William Shakespeare ont été faites au XIXe siècle, lors de tentatives pour identifier ses caractéristiques distinctives la différenciant des autres écrivains utilisant l'écriture secrétaire.
Le peu d’échantillons a rendu la tâche difficile, d'autant plus que trois des signatures authentifiées ont été écrites dans les dernières semaines de sa vie, alors qu'il était peut-être malade.
Les autres signatures faites alors qu'il était probablement en bonne santé l'ont été dans des circonstances particulières. Comme Edward Maunde Thompson l'a remarqué, celle apposée sur l'hypothèque de la maison de Blackfrair est contenue dans un espace restreint.
La question prit de l'ampleur lorsque le débat a porté sur le manuscrit de la pièce Sir Thomas More. En 1871, Richard Simpson a avancé que certaines pages du document sont de la main de Shakespeare. James Spedding a approuvé les arguments de Simpson, ajoutant que l'écriture « correspond aux signatures » et utilise le « style courant de l'époque ».
Edward Maunde Thompson est intervenu dans le débat en indiquant que la découverte du témoignage de l'action en justice Bellott contre Mountjoy change les choses, car la signature y est sans contrainte. Son style fluide permet de trouver une « clé ». Thompson a identifié des caractères distinctifs de la main de Shakespeare, notamment l'utilisation du « S » long à l'italienne, typique du style « secrétaire » et du « a » spurred exceptionnellement rare.
Après un examen attentif, Thompson conclut que son écriture est « ordinaire » avec « quelques traits saillants permettant une identification instantanée », en dehors du « S » et d'une graphie inhabituelle du « K ».
L'étude détaillée de chaque forme des lettres du manuscrit a permis à Thompson de conclure qu'il a été écrit par Shakespeare, en se basant sur des bizarreries identifiables dans les signatures et se répétant dans le manuscrit.